# THE 逃走ハイウェイ 〜名古屋-東京〜
『THE 逃走ハイウェイ 〜名古屋-東京〜』（ザ とうそうハイウェイ なごや とうきょう、海外版タイトル:CAR RACING CHALLENGE）は、タムソフトが開発し、ディースリー・パブリッシャーよりPlayStation 2で発売されたSIMPLE 2000シリーズ第68作目のレースゲーム。2004年12月9日に発売された。
この記事では2014年4月30日にPS Vita用に配信された『THE 逃走ハイウェイ フルブースト 名古屋-東京 激走4時間』（開発：タムソフト、発売：ディースリー・パブリッシャー）についても説明する。
以下、『THE 逃走ハイウェイ 〜名古屋-東京〜』をPS2版、『THE 逃走ハイウェイ フルブースト 名古屋-東京 激走4時間』をVita版とする。

## ストーリー
名古屋。「日本一の名探偵」を自称する大河原 源九郎（おおがわら げんくろう）のもとに、奇妙な依頼が舞い込んだ。東京のある女性代議士からの依頼は、有名な大物政治家の汚職の調査であった。彼女は有力な手がかりを握っているという。
しかし、女性代議士の動きをいち早く察知した大物政治家は、巧妙たる罠で彼女を無実の罪に陥れた。刻々と迫る彼女の裁判。その間、大河原は汚職の調査を慎重に進めていた。彼女の握っていた情報は確かなもので、大河原は証拠をひとつひとつ着実に集めていった。
そして裁判当日、大物政治家の手下によって、大河原事務所から集めた証拠が盗まれる事件が発生。愛車に飛び乗った大河原は、東名高速道路のインターチェンジに消えた黒塗りの高級車の後を追う。
大物政治家は警察組織まで動かし、機動隊に大河原を追跡させる。名古屋から東京へ、果てしなき追跡と逃走が始まった。

## システム
警察の追跡や検問を切り抜け、東名高速道路を名古屋から東京までリアルタイムで4時間以内に走破することが目的となる。
スタート時は主人公の愛車である白いスポーツカーを使用するが、燃料消費の概念がありガス欠になるため、他の車を奪い取らなければならない。乗れる車種は、スピード重視のスポーツカーから耐久力に優れるセミトレーラーまで多種多様だが、PS2版では警察車両に乗ることはできない。
他の車や障害物に接触すると車両にダメージが蓄積され、耐久度および性能が低下し、最終的には爆発して破壊される。
盗まれた証拠は、証拠を盗んだ犯人の車（TARGETの表示のある黒い高級車）に体当たりすることで入手できる。また、途中のサービスエリアに落ちている場合もある。
警察に逮捕されるか乗車中の車両が爆発するとゲームオーバーとなり、Vita版ではコンティニュー時にペナルティとして時間が10分加算される。
マルチエンディング制を採用しており、証拠をすべて集められなかったり、時間内に東京に着けなかった場合は真のエンディングを見ることができない。
ストーリーモードを一度クリアすると、途中でのセーブが不可能なノンストップモードが出現する。

## ステージ
本作は東名高速道路を6つのステージに分けており、ステージをクリアするごとにデータをセーブすることができる。途中にはサービスエリアがあり、Vita版ではそこでもセーブ可能。ステージごとに難関があり、ステージを追うごとに難易度が上がる。
ステージ1 名古屋 - 岡崎
全ステージ共通の事項として、道路上の各所に検問が張られているため、必要に応じて突破しなければならない。大検問は岡崎IC付近にある。
ステージ2 岡崎 - 浜松
所々で渋滞が発生している箇所がある。大検問は豊川IC付近と宇利トンネル付近、浜松ICにある。
ステージ3 浜松 - 静岡
天竜川橋 - 掛川IC - 吉田IC付近では濃霧がかかり、視界が非常に悪くなる。菊川IC - 相良牧之原ICには3車線区間（登坂車線）があり、焼津IC - 静岡IC間には日本坂トンネルがある。大検問は掛川IC - 菊川IC間、静岡IC付近にある。
ステージ4 静岡 - 御殿場
大渋滞が難関となるステージ。富士IC - 愛鷹PA間では対向車線を逆走できる箇所がある。
ステージ5 御殿場 - 厚木
大雨が降る区間があり、加減速とハンドリングの性能が非常に悪くなる。
ステージ6 厚木 - 東京
道幅が広く走りやすいステージだが、東京に近づくにつれて大検問の数が増加する。

## 車種
登場車種は全12種（カラーバリエーションを含めると58種）。
セダン
ごく一般的な車種。走行性能、燃費、耐久力は並程度。最高速度は190 km/h。
パトカーとしても使われている。
ステーションワゴン
性能はセダンとほぼ同一だが、耐久力はより優れている。最高速度は190 km/h。
ワゴン
車体が大きく重いため、走行性能や燃費で劣る。最高速度は170 km/h。
パトカーとしても使われている。
高級車
走行性能、燃費、耐久力がバランス良く高水準にまとまっている。最高速度は220 km/h。
証拠を盗んだ犯人が乗る車。
SUV
ワゴンと同様に大きく重いが、走行性能と耐久力はワゴンよりも優れている。最高速度は180 km/h。
クーペ
走行性能とハンドリングがスポーツカーに次いで優れている。最高速度は210 km/h。
パトカーとしても使われている。
スポーツカー
走行性能とハンドリングは全車種の中で最も優れているが、耐久力と燃費は大いに劣る。最高速度は250 km/h。
主人公の愛車で、ゲーム開始時はこの車に乗った状態でスタートする。なお、黒色の個体はゲーム中唯一のMT車となっている。
軽自動車
車体が小さく軽いため、燃費とハンドリング、加速力に優れる。その一方で耐久力は極めて低い。最高速度は160 km/h。
軽トラック
軽自動車と似通った性能だが、加速力で大きく劣る反面、耐久力は軽自動車よりもやや高い。最高速度は160 km/h。
トラック・トレーラー
車体が大きくて重いため耐久力は非常に高いが、その分走行性能と燃費は大いに劣る。最高速度はトラックが160 km/h、トレーラーが150 km/h。
トレーラーは一定のダメージを受けると、後ろの荷台が切り離される。
バス
性能面ではトレーラーとほぼ同一だが、耐久力と走行性能はトレーラーより劣る。また、乗降ドアは左側にしか存在しない。最高速度は150 km/h。